# Соколовская, Ирина Борисовна
Ирина Борисовна Соколовская (родилась 3 января 1983) — российская баскетболистка, игравшая на позиции лёгкого или тяжёлого форварда. Последним клубом было «Динамо» (Москва), много лет выступала за сборную России.

## Достижения
- Бронзовый призёр Олимпиады 2008
- Чемпионка Европы 2007 года
- Победитель Мировой лиги ФИБА 2007
- Обладатель Кубка Европы: 2013, 2014;
- Серебряный призёр чемпионата России: 2008, 2011
- Бронзовый призёр чемпионата России: 2001
- Обладатель Кубка России: 2008
- Обладатель Суперкубка Европы: 2010

## Награды и звания
- Заслуженный мастер спорта России
- Медаль ордена «За заслуги перед Отечеством» II степени (2 августа 2009) — за большой вклад в развитие физической культуры и спорта, высокие спортивные достижения[1]